# KSI (유튜버)

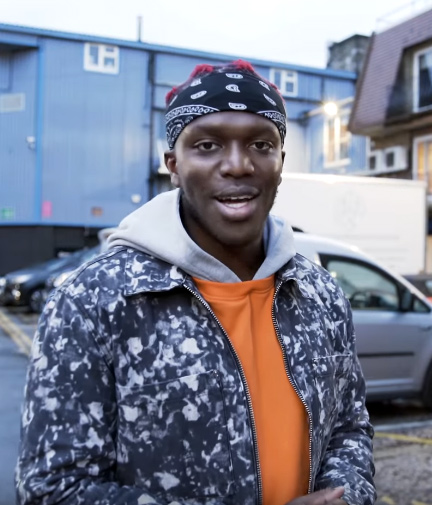
2020년 모습

KSI(본명: Olajide Olayinka Williams "JJ" Olatunji, 1993년 6월 19일 ~ )는 영국의 인터넷 유명인이자 프로 복싱선수이자 음악가이다. 그는 미스피츠 복싱(Misfits Boxing)의 CEO이자 프라임 하이드레이션(Prime Hydration), XIX 보드카, 사이드맨 클로싱(Sidemen Clothing) 및 사이즈(Sides) 레스토랑 체인점의 공동 소유자이다.
2009년에 자신의 기본 유튜브 채널을 등록한 이후 FIFA (비디오 게임 시리즈) 비디오 게임 시리즈에 대한 게임 해설 동영상 게시를 구축했다. 그의 콘텐츠는 나중에 동영상 블로그와 코미디 스타일의 동영상을 포함하도록 다양해졌다. 2022년 10월 기준 그는 유튜브 채널 3개에서 구독자 수가 4,100만 명이 넘고 동영상 조회수는 100억 회 이상을 기록하고 있다.
2016년 영국 코미디 영화 '레이드 인 아메리카(Laid in America)'에 출연했고, 2018년 첫 권투 시합을 향한 빌드업을 다룬 다큐멘터리 영화 'KSI: Can't Lose', 2023년에는 'KSI: In Real Life'에 출연했다. 2021년 6월부터 2022년 10월까지 그의 삶을 따라가는 아마존 프라임 비디오 다큐멘터리 영화에 출연했다.
데뷔 스튜디오 앨범 Dissimulation은 2020년에 발매되어 영국 음반 차트 2위로 데뷔했다. 그의 두 번째 정규 앨범인 All Over the Place는 2021년에 발매되어 1위로 데뷔했다. 그는 영국 싱글 차트에서 14개의 싱글 상위 40위를 달성했으며 그 중 7개는 상위 10위 안에 들었고 그 중 5개는 상위권에 들었다.
2018년 2월 조 웰러와의 화이트칼라 복싱 경기에 참여했다. 미국 유튜버 로건 폴을 상대로 두 번의 추가 복싱 경기가 열렸는데, 그 중 두 번째 경기는 2019년 11월 분할 결정을 통해 그가 승리한 프로 시합이었다. 2022년에는 같은 날 밤 두 사람과 싸워 래퍼 스웜츠(Swarmz)와 프로 복서 루이스 알카라즈 피네다(Luis Alcaraz Pineda)를 물리쳤다.